# ان‌جی‌سی ۳۹۰
ان‌جی‌سی ۳۹۰ (انگلیسی: NGC 390) نام یک کهکشان در صورت فلکی ماهی است.